# Cassiopea medusa
Cassiopea medusa is een schijfkwal uit de familie Cassiopeidae. De kwal komt uit het geslacht Cassiopea. Cassiopea medusa werd in 1914 voor het eerst wetenschappelijk beschreven door Light. 